# Ondrej Ďurica
Ondrej Ďurica (* 5. února 1978 Nové Zámky) je slovenský politik, hudebník a voják, v letech 2020 až 2023 poslanec Národní rady SR, bývalý člen ĽSNS, od roku 2021 člen hnutí Republika.

## Život
Narodil se v únoru 1978 v Nových Zámcích. V roce 1996 absolvoval Střední průmyslovou školu stavební v Nitře zakončenou maturitní zkouškou.
V letech 2002 až 2019 působil jako profesionální voják v Ozbrojených silých Slovenské republiky, v roce 2011 navíc začal působit jako zpěvák a textař. Působil mj. jako frontman skupiny Biely odpor, některými médii označované jako neonacistická.
Ondrej Ďurica má tři děti. Kromě hudby a politiky jsou jeho koníčky také literatura, umění a sport.

### Politické působení
V evropských volbách v roce 2019 kandidoval na 8. místě kandidátní listiny Ľudové strany Naše Slovensko, ale nebyl zvolen. V letech 2019 až 2020 působil jako asistent poslance. V listopadu 2019 se stal mluvčím ĽSNS, když ve funkci nahradil Martina Beluského. V parlamentních volbách v roce 2020 kandidoval na 12. místě kandidátní listiny Ľudové strany Naše Slovensko. Získal 22 480 preferenčních hlasů a byl zvolen poslancem Národní rady Slovenské republiky. Stal se členem výboru pro obranu a bezpečnost a členem výboru pro neslučitelnost funkcí. V lednu 2021 ĽSNS spolu s Milanem Uhríkem, Milanem Mazurekem a Miroslavem Sujou opustil a v březnu 2021 vstoupil do strany HLAS ĽUDU, kterou poté s kolegy přejmenoval na hnutí Republika. Po vstupu do strany se stal jejím mluvčím, místopředsedou a členem jejích odborných týmů pro obranu a kulturu a média.
V parlamentních volbách v roce 2023 kandidoval na 3. místě kandidátní listiny hnutí Republika. Získal 35 545 preferenčních hlasů, ale nebyl zvolen, protože hnutí v NR SR nezískalo žádný mandát.